# (368) Haidea
(368) Haidea – planetoida z pasa głównego asteroid okrążająca Słońce w ciągu 5 lat i 141 dni w średniej odległości 3,07 j.a. Została odkryta 19 maja 1893 roku w Observatoire de Nice w Nicei przez Auguste Charloisa. Pochodzenie nazwy planetoidy nie jest znane. Przed jej nadaniem planetoida nosiła oznaczenie tymczasowe (368) 1893 AB.